# امیه ونسه
امیه ونسه (به عربی: أمیه ونسة) یک شهرداری در الجزایر است که در ناحیه أمیه ونسه واقع شده‌است. امیه ونسه ۱۵٬۵۹۳ نفر جمعیت دارد و ۹۷ متر بالاتر از سطح دریا واقع شده‌است.